# Manuela Ferreira Leite
Maria Manuela Dias Ferreira Leite (né le 3 décembre 1940 à Lisbonne) est une personnalité politique du Portugal, membre Parti social-démocrate (PPD/PSD), qu'elle préside de 2008 à 2010, ancienne ministre de l'Éducation, puis des Finances.

## Vie personnelle

### Formation
Issue d'une famille d'avocats, elle obtient, en 1963, une licence en économie de l'Institut supérieur des sciences économiques et financières de la capitale portugaise, ayant reçu les prix de « Élève la mieux notée », « Élève la mieux classée du cours d'économie » et « Élève la mieux classée du cours de politique étrangère ».

### Fonctionnaire
Chercheuse au Centre de l'Économie et des Finances de la Fondation Calouste Gulbenkian de 1964 à 1972. Par la suite, elle entre dans la fonction publique en étant, de 1975 à 1977, directrice du département des Etudes statistiques de l'Institut des participations de l'État. Elle devient ensuite, et ce jusqu'en 1986, coordinatrice de la cellule des Finances publiques et des Marchés de capitaux du cabinet d'études de la Banque du Portugal (où elle redevient consultante entre 2004 et 2005).
De 1986 à 1990, Manuela Ferreira Leite occupe la fonction de directrice générale de la Comptabilité publique du ministère des finances et, de 1987 à 1992, elle est membre du Comité du Budget du Conseil de l'Europe.

### Universitaire
Désignée à la tête de la délégation portugaise à la IVe conférence de l'ONU sur les femmes en 1995, elle devient, en 1996, assistante universitaire à l'Institut supérieur d'économie mais abandonne ce poste en 1997. Présidente du conseil d'administration de l'Institut supérieur des langues et de l'administration entre 1998 et 2000, elle retourne à la carrière universitaire en 2005, étant professeur invitée de l'Institut supérieur de gestion et membre des Conseils supérieur et d'Orientation stratégique de l'université catholique portugaise.
En 2006, elle est administratrice non exécutive de Banco Santander.

## Vie politique

### Députée
Adhérente au Parti social-démocrate (PPD/PSD) depuis 1985, elle est élue députée à l'Assemblée de la République lors des élections législatives de 1991. Réélue en 1995, 1999 et 2002, elle est présidente de la commission parlementaire de l'Économie, des Finances et du Plan entre 1995 et 1999, et vice-présidente du groupe social-démocrate de 1996 à 2001.

### Carrière gouvernementale
Après avoir été secrétaire d'État, chargée du Budget, entre 1990 et 1993 sous les deuxième et troisième gouvernements d'Aníbal Cavaco Silva, elle est promue ministre de l'Education le 7 décembre 1993 et le reste jusqu'au 28 octobre 1995. À la suite des législatives anticipées du 17 mars 2002, le centre-droit revient au pouvoir et Manuela Ferreira Leite est nommée ministre d'État et ministre des Finances dans le gouvernement de José Manuel Durão Barroso. Du fait de ses divergences de vue avec son successeur, Pedro Santana Lopes, elle n'est pas reconduite dans le nouveau gouvernement formé à l'été 2004.

### Du retrait temporaire à la présidence du PSD
Elle se retire alors de la vie politique, mais devient cependant membre du Conseil d'Etat en 2006 à la demande du nouveau Président de la République, Aníbal Cavaco Silva. Le 31 mai 2008, elle fait un spectaculaire retour au premier plan de la vie politique en étant élue présidente du Parti social-démocrate lors d'un scrutin anticipé, devançant notamment Pedro Santana Lopes. Elle est alors la troisième à occuper ce poste en à peine trois ans. Elle devient de facto la cheffe de l'opposition. Elle abandonne son siège au Conseil d'État à la suite de cette élection.
Chargée de mener son parti face au Premier ministre socialiste sortant, José Sócrates, lors des législatives du 27 septembre 2009, elle est candidate dans la circonscription de Lisbonne à l'occasion de ce scrutin.

### Démission
Au jour du scrutin, le PSD remporte 29 % des voix et 81 sièges, soit une progression de six députés, largement derrière les socialistes, qui remportent 36,5 % des suffrages et 97 députés. Manuela Ferreira Leite annonce cependant qu'elle souhaite attendre les élections locales du 11 octobre avant de tirer une quelconque leçon de ces résultats. Celles-ci ayant conclu à une victoire du parti en nombre de mairies mais à une défaite en termes de suffrages, elle décide de renoncer à son mandat après le débat parlementaire sur le budget.
Choisie par son groupe comme oratrice des sociaux-démocrates au débat parlementaire du 23 mars 2011 sur le plan de rigueur proposé par José Sócrates, elle critique très durement le gouvernement, l'accusant de s'être « enfermé dans une tour d'arrogance et de mépris démocratique », puis affirmant que le Premier ministre tient « un discours manipulateur » et le ministre des Finances, Teixeira dos Santos, a perdu « le crédit essentiel pour cette fonction ».

## Décorations
- Grand-croix de l'ordre du Christ (2011)
- Grand-croix de l'ordre de l'Infant Dom Henri (1998)